# Autostrada A2 (Albanien)
Die Autostrada A2 bzw. Autostradë A2 (albanisch für ‚Autobahn A2‘) ist die Umfahrung von Fier und die nördliche Zufahrt zur Hafenstadt Vlora in Mittelalbanien. Sie ist Teil des Paneuropäischen Verkehrskorridors VIII.

## Streckenverlauf

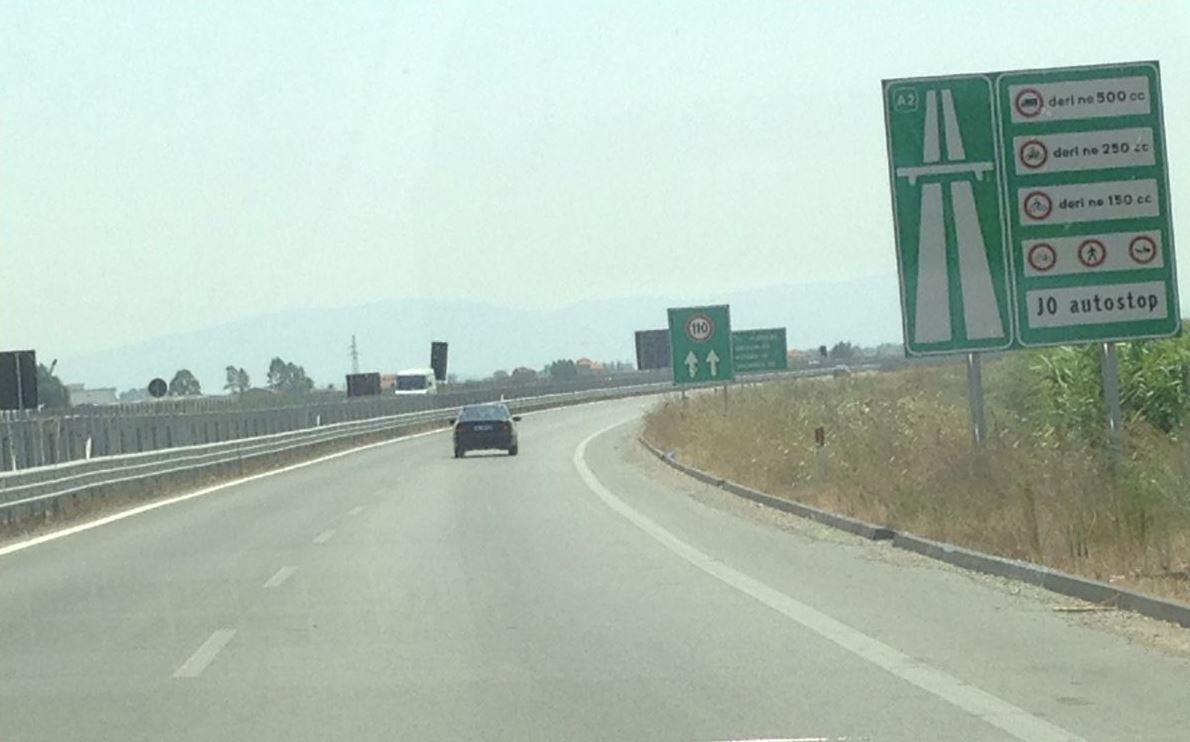
Autobahnbeginn 2014 in Levan

Die A2 beginnt nördlich von Fier. Sie umfährt die mittelalbanische Großstadt westlich auf einer 22 Kilometer langen, im Sommer 2020 dem Verkehr übergebenen Strecke. Sie führt durch mehrheitlich flaches Gebiet, die Myzeqe-Ebene.
Der südliche Teil führt von Levan nach Vlora. Die Straße überquert bald bei Novosla den Fluss Vjosa. Sie verläuft westlich der SH 8 parallel zu dieser, passiert die Lagune von Narta östlich und endet derzeit an der Stadtgrenze von Vlora.
Mit der 2022 eröffneten Umfahrung von Vlora besteht eine Fortsetzung der A2 als zweispurige Hochleistungsstraße bis Orikum.

## Baugeschichte
Der Abschnitt Levan–Vlora wurde bereits am 20. März 2011 halbseitig (zweispurig) für den Verkehr geöffnet, um die SH 8 zu entlasten. Am 27. Juli 2012 erfolgte dann die Verkehrsfreigabe des gesamten Abschnitts als vierspurige Autobahn. Die Baukosten für diesen Autobahnabschnitt betrugen 60 Mio. Euro.
Die Arbeiten für die Umfahrung von Fier zogen sich lange hin. Schon zwei Monate nach dem medial vom damaligen Ministerpräsidenten Sali Berisha initiierten Baubeginn im Sommer 2013 wurde beklagt, dass es nicht vorangehe. Stand September 2017 waren sämtliche Brückenbauten im Rohbau fertiggestellt sowie der Fahrbahnunterbau. Die Kosten für die Umfahrung wurden damals mit 39,8 Mio. Euro angegeben. Im Sommer 2019 konnte der Verkehr endlich auf einer Fahrbahn in Betrieb genommen werden, seit Sommer 2020 stehen beide Fahrbahnen zur Verfügung.